# Udea beringialis
Udea beringialis là một loài bướm đêm trong họ Crambidae.